# Ohvida bimini
Ohvida bimini là một loài nhện trong họ Ctenidae.
Loài này thuộc chi Ohvida. Ohvida bimini được miêu tả năm 2009 bởi Polotow & Antonio D. Brescovit.